# Shu Abe
Shu Abe (阿部 嵩 Abe Shu?), född 7 juni 1984 i Osaka prefektur, är en japansk före detta fotbollsspelare.
Abe började sin karriär 2007 i Kashiwa Reysol. Efter Kashiwa Reysol spelade han för Avispa Fukuoka, Zweigen Kanazawa och FC Machida Zelvia. Han avslutade karriären 2013.